# Cykl paliwowy
Cykl paliwowy (cykl paliwowy reaktorów jądrowych) – zamknięty lub otwarty system operacji i procesów technologicznych, obejmujący wydobycie rud zawierających materiały rozszczepialne, ich transport, wytwarzanie paliwa jądrowego, wypalanie paliwa w reaktorze jądrowym oraz przetwarzanie i składowanie odpadów promieniotwórczych.
Wyróżnia się cykl paliwowy:
- zamknięty, w którym z paliwa zużytego odzyskuje się niewypalone materiały rozszczepialne, stosowane ponownie do wytwarzania elementów paliwowych
- otwarty, w którym wypalone paliwo jest składowane (z zachowaniem możliwości przyszłego wykorzystania)

Schemat cyklu paliwowego (wzrost nasycenia czerwienią oznacza zwiększenie promieniotwórczej aktywności materiałów)

Klasyfikacja według rodzaju reaktorów oraz stosowanego paliwa rozszczepialnego lub paliworodnego obejmuje cykle paliwowe:
- uranowy (reaktor na neutrony termiczne, czyli spowolnione, uran U-235 jako paliwo)
- uranowo–plutonowy (reaktory prędkie, czyli powielające, pluton Pu-239 jako materiał rozszczepialny i uran U-238 jako materiał paliworodny)
- torowo–uranowy (reaktory termiczne, tor Th-232 jako materiał paliworodny, uran U-233 jako paliwo)

## Początkowa część cyklu

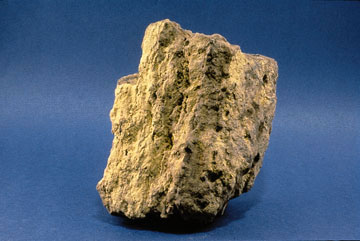
Ruda uranowa, zawierająca zwykle
0,3–2 kg U/t (w tym U-235 stanowi 0,71%)

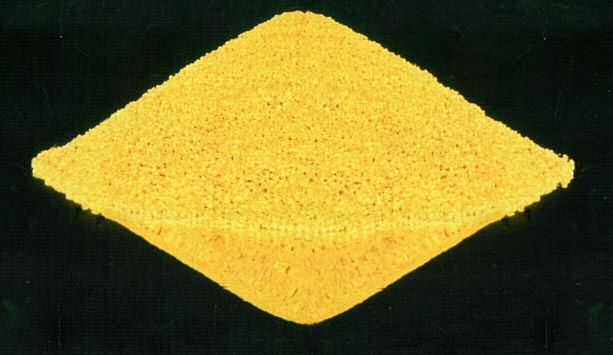
Koncentrat uranowy, yellowcake (ok. 75% U_{3}O_{8})

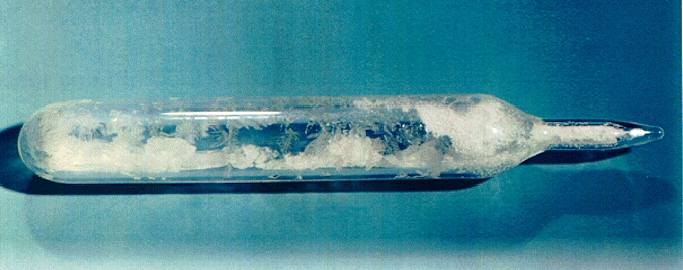
UF_{6} – lotny związek chemiczny, stosowany w czasie rozdzielania izotopów

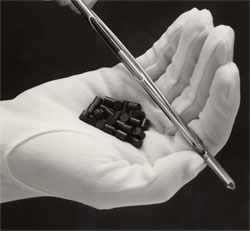
Pastylki paliwowe

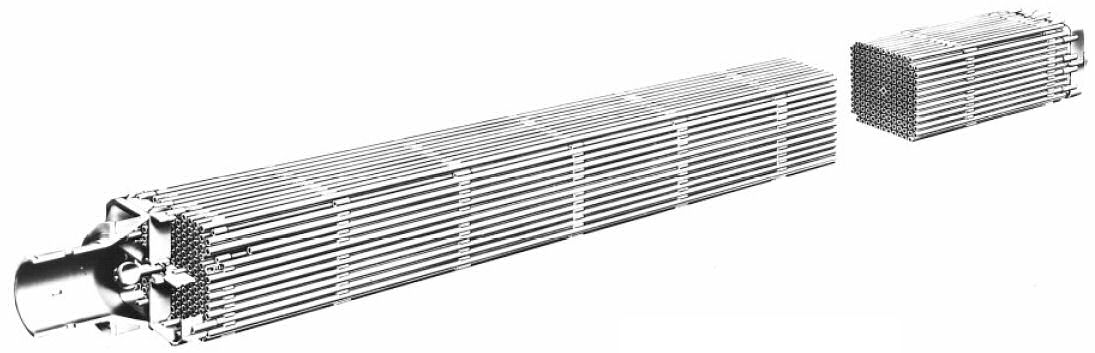
Element paliwowy

Wymuszone rozszczepienie jądra U-235 (powstające neutrony mogą zderzyć się z kolejnymi jądrami U-235, jeżeli paliwo jest wystarczająco wzbogacone a neutrony mają krótką drogę swobodną

Schemat elektrowni z reaktorem BWR

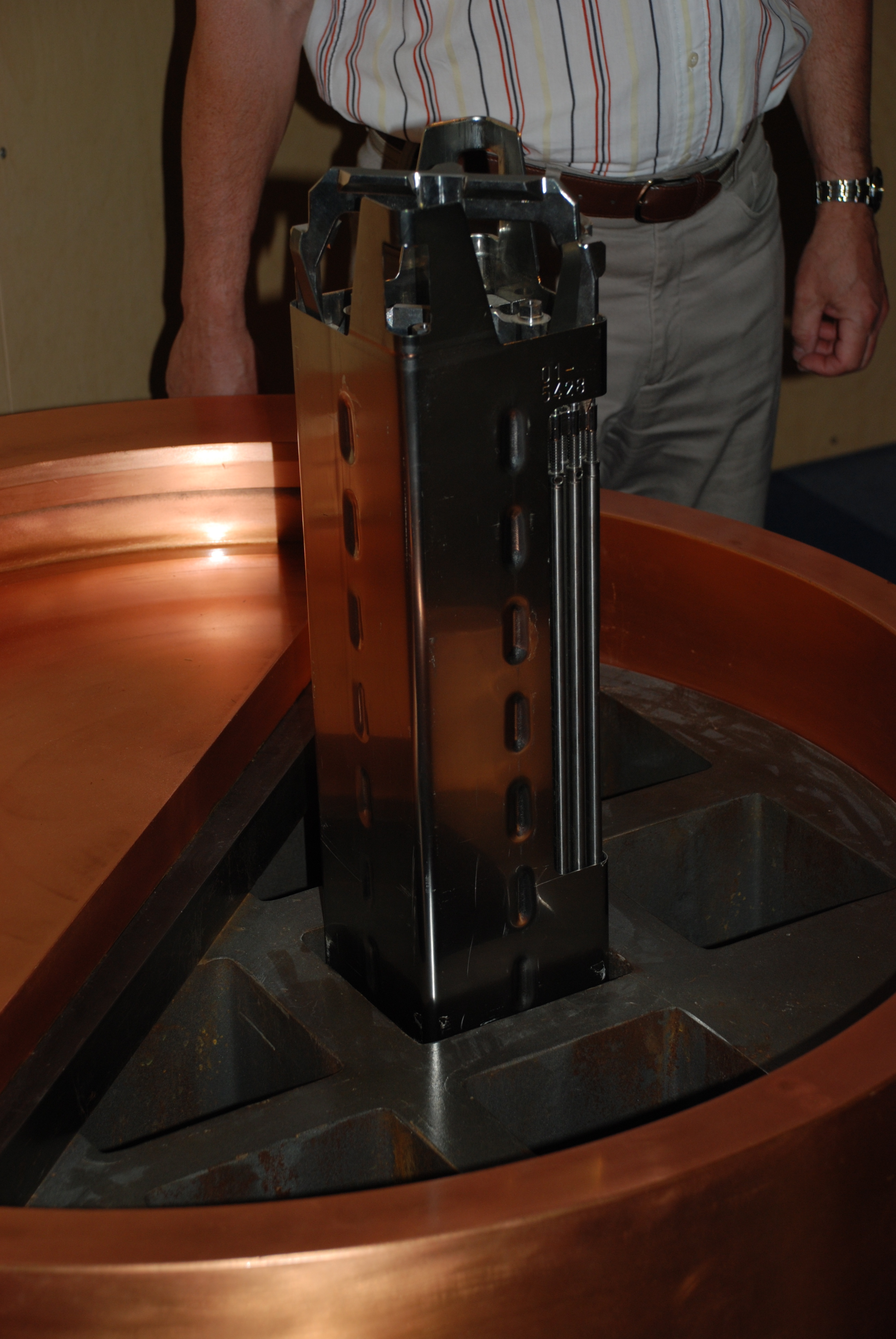
Kontener na zużyte elementy paliwowe (widok z góry)

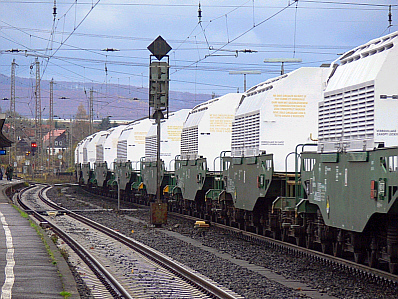
Transport wypalonego paliwa jądrowego do miejsca składowania

Początkowe operacje klasycznego cyklu paliwowego, to:
- wydobycie rudy,
- zatężanie uranu (produkcja koncentratu; ang. yellowcake),
- przetwarzanie U3O8 w UF6, który występuje w postaci gazowej, co umożliwia wzbogacanie w izotop U-235,
- wzbogacenie materiału w U-235,
- wytwarzanie pastylek paliwowych,
- produkcja elementów paliwowych.

Spośród trzech izotopów rozszczepialnych, stosowanych jako paliwa jądrowe (uran, tor, pluton) w warunkach naturalnych występuje uran i tor (pluton jest otrzymywany sztucznie, w końcowej części cyklu). Uran występujący w rudach zawiera:
- 99,28% nierozszczepialnego izotopu U-238,
- 0,71% rozszczepialnego U-235,
- śladowe ilości U-234.

Zawartość uranu w skałach kontynentalnych wynosi średnio 2 g/t, a w eksploatowanych rudach zwykle 0,3–2 kg/t. Uran bywa też uzyskiwany ubocznie, np. z rud fosforytowych, w procesach wydobywania  miedzi lub złota, z łupków bitumicznych, niektórych gatunków węgla, z popiołów po ich spalaniu np. w elektrowniach węglowych. Może również być uzyskiwany z wody morskiej (proces na ogół nieopłacalny).
Zatężanie uranu prowadzi się zwykle w zakładach zlokalizowanych obok kopalni rudy (minimalizacja kosztów transportu). Ruda jest rozdrabniana, mielona i trawiona kwasem siarkowym. Koncentrat uranowy (ang. yellowcake), żółty proszek zawierający ok. 75% U3O8, wytrąca się metodami chemicznymi po odfiltrowaniu roztworu. Jest to produkt wymagający oczyszczenia do „czystości jądrowej”.
Aby uzyskać paliwo jądrowe użyteczne w tzw. reaktorach lekkowodnych (najbardziej popularnych, np. BWR, PWR) konieczne jest wyodrębnienie frakcji o zwiększonej zawartości izotopu rozszczepialnego. Otrzymywany jest „uran wzbogacony”, który zawiera ok. 3% U-235 („uran naturalny” – 0,71%). Procesy wzbogacania poprzedza przetworzenie tlenku U3O8 w UF6. Stosowane są metody wykorzystujące różnicę mas izotopów np. metoda wirówkowa i „dyszowa”, różnicę szybkości dyfuzji przez membrany lub zjawisko selektywnej jonizacji U-235 promieniowaniem laserowym.
Fluorek UF6 wzbogacony w U-235 jest transportowany do zakładów wytwarzających pastylki paliwowe z proszku dwutlenku uranu. Pastylki mają zwykle średnicę 8–10 mm i wysokość 10–15 mm. Wypełnia się nimi tzw. koszulki paliwowe ze stopów cyrkonu, które mają mały przekrój czynny dla neutronów (są „przezroczyste” dla neutronów termicznych). Po zaspawaniu z obu stron otrzymuje się tzw. pręty paliwowe o długości 3–4 m. Pręty są montowane w zestawy paliwowe po 200–300 prętów. Rdzenie reaktorów zawierają 100–200 zestawów (zależnie od mocy reaktora).
Paliwo jądrowe stosowane w reaktorach prędkich musi zawierać wielokrotnie większe ilości uranu lub innego materiału rozszczepialnego (np. plutonu), ze względu na konieczność zwiększenia prawdopodobieństwa zderzeń z niespowolnionymi neutronami. W takich reaktorach są stosowane paliwa zawierające np. 15–30% Pu-239. W niektórych reaktorach wysokotemperaturowych (np. badawczych) jest stosowane paliwo zawierające więcej niż 90% U-235.

## Środkowa część cyklu
W reaktorach jądrowych energia jest wytwarzana w wyniku reakcji rozszczepienia jąder po pochłonięciu neutronu. Po zderzeniu jądra uranu 235 z neutronem zachodzą egzoenergetyczne reakcje np.:
23592U + 10n → 9237Rb + 14055Cs + 310n
23592U + 10n → 9336Kr + 14056Ba + 310n
Powstające trzy neutrony mogą zderzyć się z kolejnymi rozszczepialnymi jądrami. Prawdopodobieństwo takich zderzeń zależy od stopnia wzbogacenia materiału jądrowego w izotop rozszczepialny, prędkości neutronów. Jest tym większe im bardziej neutron zostanie spowolniony przez moderator a reflektory neutronów” zapobiegną ucieczce z rdzenia. Część neutronów pochłaniana jest przez uran 238, w wyniku czego powstaje rozszczepialny pluton, którego część ulega rozszczepieniu w reaktorze.
Część neutronów zostaje zatrzymana przez produkty rozpadu, („zatrucie paliwa”). Reakcja przebiega dopóki zapewniona jest odpowiednia liczba neutronów w kolejnych pokoleniach reakcji. W takich reaktorach nie ma możliwości zamknięcia cyklu paliwowego. W typowym reaktorze lekkowodnym, w którym użyto uranu o wzbogaceniu 4%, około 3% uranu 238 ulega transmutacji na pluton z czego w reaktorze wypala się 2/3 powstałego plutonu. W wypalonym paliwie pozostaje też blisko 1% uranu 235.    
Możliwość transmutacji znacznej części uranu 238 i wypalenia jej produktów zwane zamknięciem cyklu paliwowego jest możliwe  w reaktorach prędkich, w których neutrony nie są spowalniane. Wystarczające do podtrzymania reakcji łańcuchowej prawdopodobieństwo ich zderzeń z jądrami rozszczepialnymi jest w nich osiągane przez stosowaniu znacznie wzbogaconego paliwa. W tych warunkach zderzenia prowadzą do powstania innych ciężkich izotopów rozszczepialnych, np. plutonu. Proces jest nazywany „powielaniem” paliwa. Ilość wytwarzanego w ten sposób materiału rozszczepialnego może zapewnić ciągłą pracę reaktora bez dostaw paliwa z zewnątrz przez znacznie dłuższy czas. Zamknięcie cyklu paliwowego powoduje zagrożenie proliferacją, ponieważ istnieje możliwość odzyskiwania plutonu z paliwa w celu produkcji broni jądrowej. Z tego powodu środowiska międzynarodowe sprzeciwiają się budowaniu reaktorów powielających.
Zależnie od rodzaju reaktorów stosuje się różne obudowy bezpieczeństwa i inne elementy systemów reaktora, co powoduje powstawanie różnych ilości odpadów promieniotwórczych o różnej aktywności.

## Końcowa część cyklu
Wzbogacony do 3-4% uran zawarty początkowo w paliwie po wyładowaniu z reaktorów PWR przekształcony jest na: 94% U-238, 0,9% U-235 (uran naturalny – 0,71%), 3,5% produktów rozpadu, 0,7% Pu-239 oraz niewielkie ilości innych izotopów uranu i transuranowców. Rozpad powstałych w wyniku pracy paliwa izotopów promieniotwórczych o różnych czasach połowicznego rozpadu powoduje zagrożenie radiologiczne oraz wydzielanie ciepła. Z tego powodu zużyte zestawy paliwowe są umieszczane w basenach przyreaktorowych, pod kilkumetrową warstwą wody, która chłodzi zestawy i chroni personel elektrowni przed promieniowaniem gamma. Składowanie w basenach trwa co najmniej pół roku, i jest nazywane „schłodzeniem paliwa”. Schłodzone (o mniejszej emisji promieniowania i ciepła) zestawy są umieszczane w specjalnie skonstruowanych kontenerach (z grubymi osłonami przed promieniowaniem) i transportowane poza  elektrownie:
- na składowiska odpadów (otwarty cykl paliwowy), zwykle z perspektywą późniejszego wykorzystania; planowany jest zwykle okres przechowywania równy 30–50 lat,
- do zakładów przetwarzających odpady na materiały rozszczepialne (zamknięcie cyklu paliwowego).

Procesy przerobu paliwa wypalonego i odzyskanie z nich materiałów rozszczepialnych są związane z koniecznością bezpiecznego „ostatecznego” przechowywania ciekłych odpadów wysokoaktywnych (takie problemy nie występują w czasie eksploatacji elektrowni). Takie odpady proponuje się przetwarzać np. na zeszklone bloki (szkło boro-krzemowe lub fosforowe), które można przechowywać np. w zabetonowanych sztolniach o głębokości kilkuset metrów. Opracowano sposób wiązania 1 m³ wysokoaktywnych odpadów ciekłych w bloku szkła o objętości 0,3 m³ i masie 0,75 t. Z tak przygotowanych bloków 2% radionuklidów może ulec wymyciu w czasie 10 000 lat. Przetwarzanie paliwa wypalonego pochodzącego z elektrowni o mocy 1000 MW wiąże się z powstawaniem 10 m³ wysokoaktywnych  odpadów ciekłych rocznie. Wymaga składowania 3 m³ odpadu zeszklonego.